# Ver du fumier
Eisenia fetida
Espèce
Synonymes
- Allolobophora foetida (Savigny, 1826)[1]
- Eisenia fasciata Backlund, 1948[1]
- Eisenia fetida attica Tzelepe, 1943[1]
- Eisenia fetida fimetoria Örley, 1881[1]
- Eisenia foetida (erreur orthographique)[1]
- Enterion fetidum Savigny in Cuvier, 1826 (basionyme)[1]
- Lumbricus annularis Templeton, 1836[1]
- Lumbricus annulatus Hutton, 1877[1]
- Lumbricus brevispinus Gerstfeldt, 1859[1]
- Lumbricus luteus Blanchard, 1849[1]
- Lumbricus olidus Hoffmeister, 1843[1]
- Lumbricus rubro-fasciatus Baird, 1871[1]
- Lumbricus semifasciatus Burmeister, 1835[1]

Le ver du fumier (Eisenia fetida) est une espèce de vers de terre de la famille des Lumbricidae et du groupe des épigés vivant dans les couches superficielles de la terre et se nourrissant de la décomposition de matières organiques. Cette espèce est également connue sous divers autres noms vernaculaires tels que ver rouge, ver tigré et lombric du fumier. 
Le ver du fumier est naturellement retrouvé dans les déchets organiques du sol en Europe où il résiste à des températures comprises entre 0 et  35°C en milieu naturel spontané. Cette espèce est particulièrement disponible dans le commerce, principalement pour le lombricompostage domestique en appartement et la lombriculture, en raison de sa remarquable capacité à transformer les matières organiques en lombricompost de qualité. Il est également présent dans les composteurs de jardin où il apparaît spontanément et reste surtout au fond du composteur lors de la maturation du compost, après ou sans la phase thermophile (>40°C). Il dégrade les déchets verts peu ligneux ou les déchets de cuisine (épluchures, restes de repas, marc de café, sachet de thé, papier et carton, coquilles d'œufs, sciure). Il se cache à l'abri de la lumière et surtout sous la surface où il est protégé de la prédation par les oiseaux, merles, bécasses, mouettes en particulier très friands ainsi que par les taupes, blaireaux et sangliers. Sa longévité dépend des conditions ambiantes, en milieu artificiel optimal, il peut vivre de deux à trois ans,.

## Description

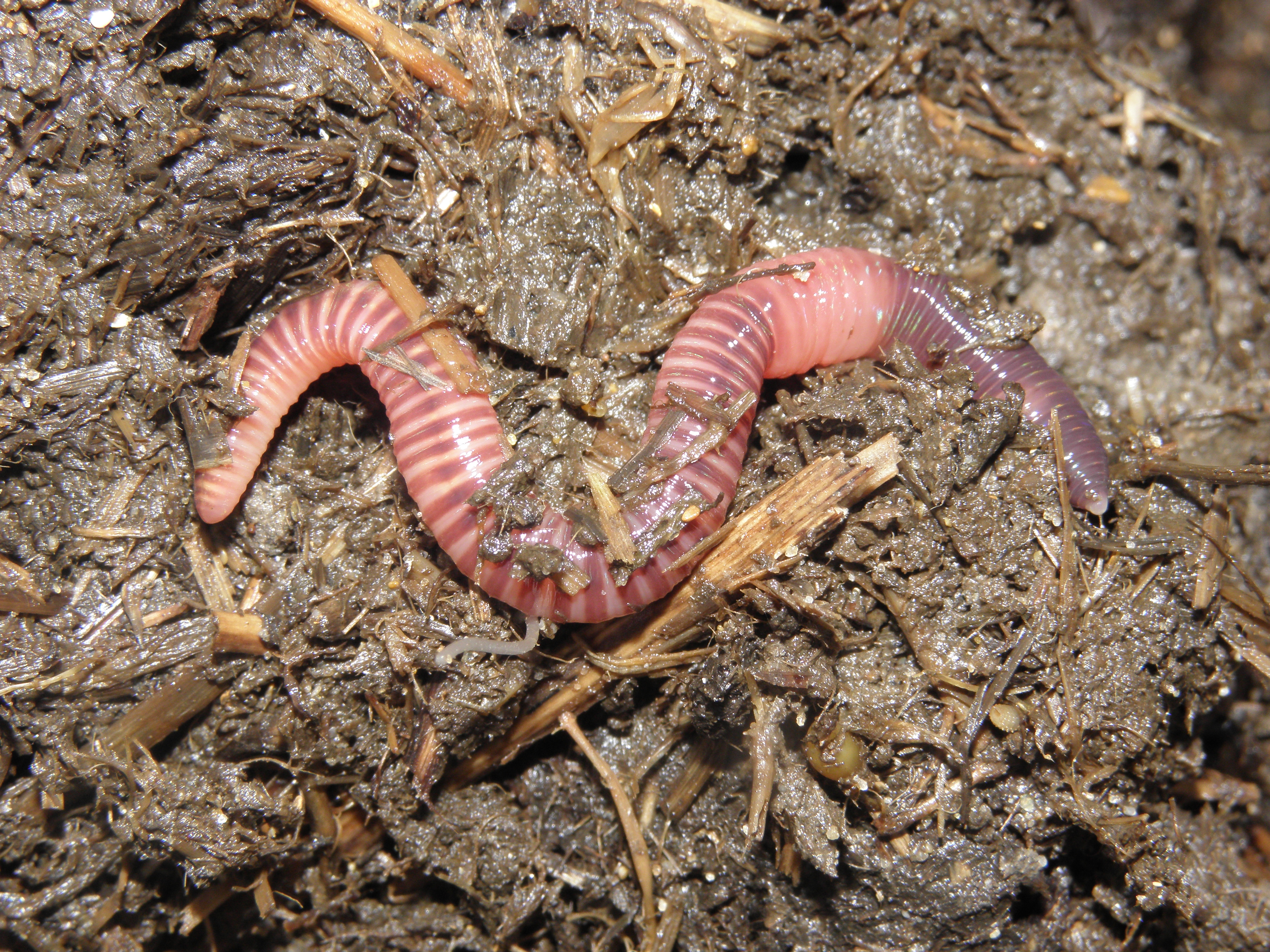
Le ver du fumier.

### Caractéristiques
Le ver du fumier mesure généralement de quatre à cinq centimètres de long et a pour habitude de se trouver dans les 20 premiers centimètres en dessous du niveau du sol, c'est un ver épigé (à l'inverse du lombric commun qui est un ver anécique) .
Son corps est composé de 105 segments constitués chacun d'un anneau pourpre. Son poids moyen est d'environ 300 mg.

### Localisation
C'est une espèce originaire d'Europe, mais qui a été introduite de différentes façons sur tous les continents excepté l'Antarctique. 

### Alimentation
Il se nourrit de végétation en décomposition et contribue au compostage de la matière organique ou du fumier. Il ne sait pas consommer un aliment très frais. Il mangera des aliments déjà dégradés par les micro-organismes. Il vit en milieu aéré et respire par sa peau toujours humide et visqueuse qui permet le passage de l'air. Le ver adulte mange l'équivalent de la moitié à une fois son poids par jour,. Il peut être affecté par des teneurs élevées en métaux lourds ou ETM (éléments-traces métalliques).

### Milieu de vie

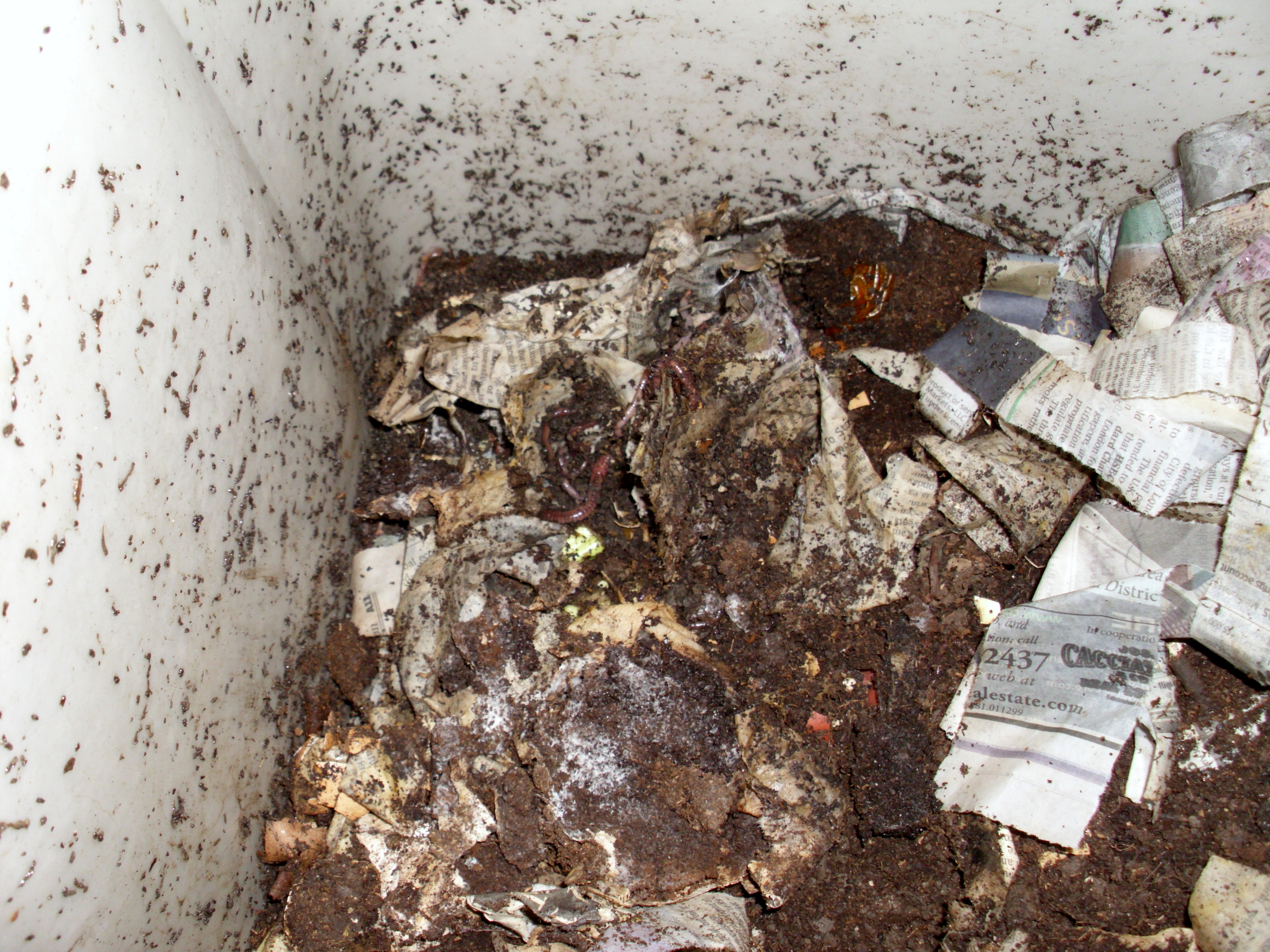
Compost chargé de vers du fumier.

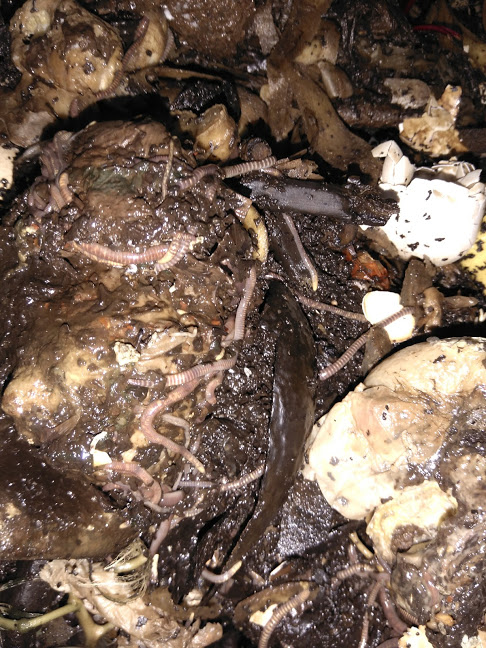
Lombricompost.

Rarement présent dans les sols normaux, il préfère, comme Lumbricus rubellus, des conditions où d'autres vers ne peuvent pas survivre. Il apprécie l'obscurité, l'humidité (entre 75 et 85%), une atmosphère bien ventilée et une température optimale de 15 à 25 °C,,. La lumière, la sécheresse, les températures trop basses (en-dessous de 8 °C) ou trop hautes (au-delà de 33 °C) voueront le ver rouge à la mort. Le bruit et les vibrations le perturbent fortement.   
Animal sensible au stress, lorsqu'il est manipulé brusquement, il dégage un liquide âcre, jaunâtre, visqueux et très fortement odorant, lié à un mécanisme de défense chimique. L'odeur aurait tendance à faire fuir ses prédateurs.

## Génétique
Eisenia fetida est étroitement lié à l'espèce Eisenia andrei, le « ver rouge de Californie », autrefois considéré comme une de ses sous espèces sous le nom E. fetida andrei. Il est aussi utilisé pour le compostage ou le lombricompostage ,.
Le seul moyen simple de faire la distinction entre ces deux espèces est qu'E. fetida est de couleur rouge, mais avec des anneaux clairs, presque jaunes, alors qu'E. andrei est de couleur rouge uniforme.
Des analyses génétiques ont confirmé qu'il s'agit bien d'espèces distinctes et des expériences ont prouvé qu'ils ne s'hybrident pas.
Ces deux espèces appartiennent toutes les deux aux épigés, c'est-à-dire qu'elles se nourrissent de compost ou de matière organique présente en surface des sols, et sont peu fréquentes dans les sols minéraux.

## Reproduction

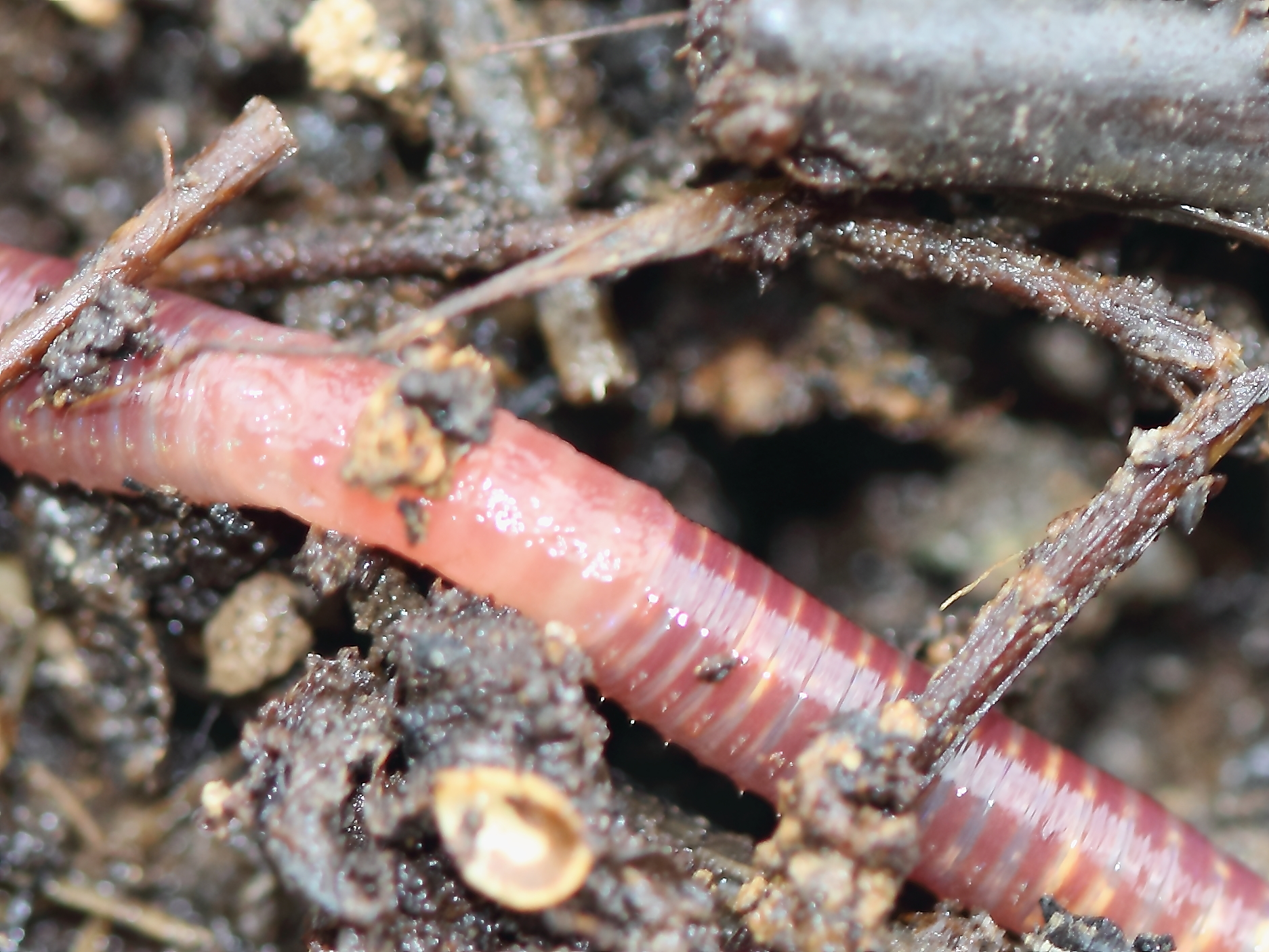
Clitellum du ver du fumier

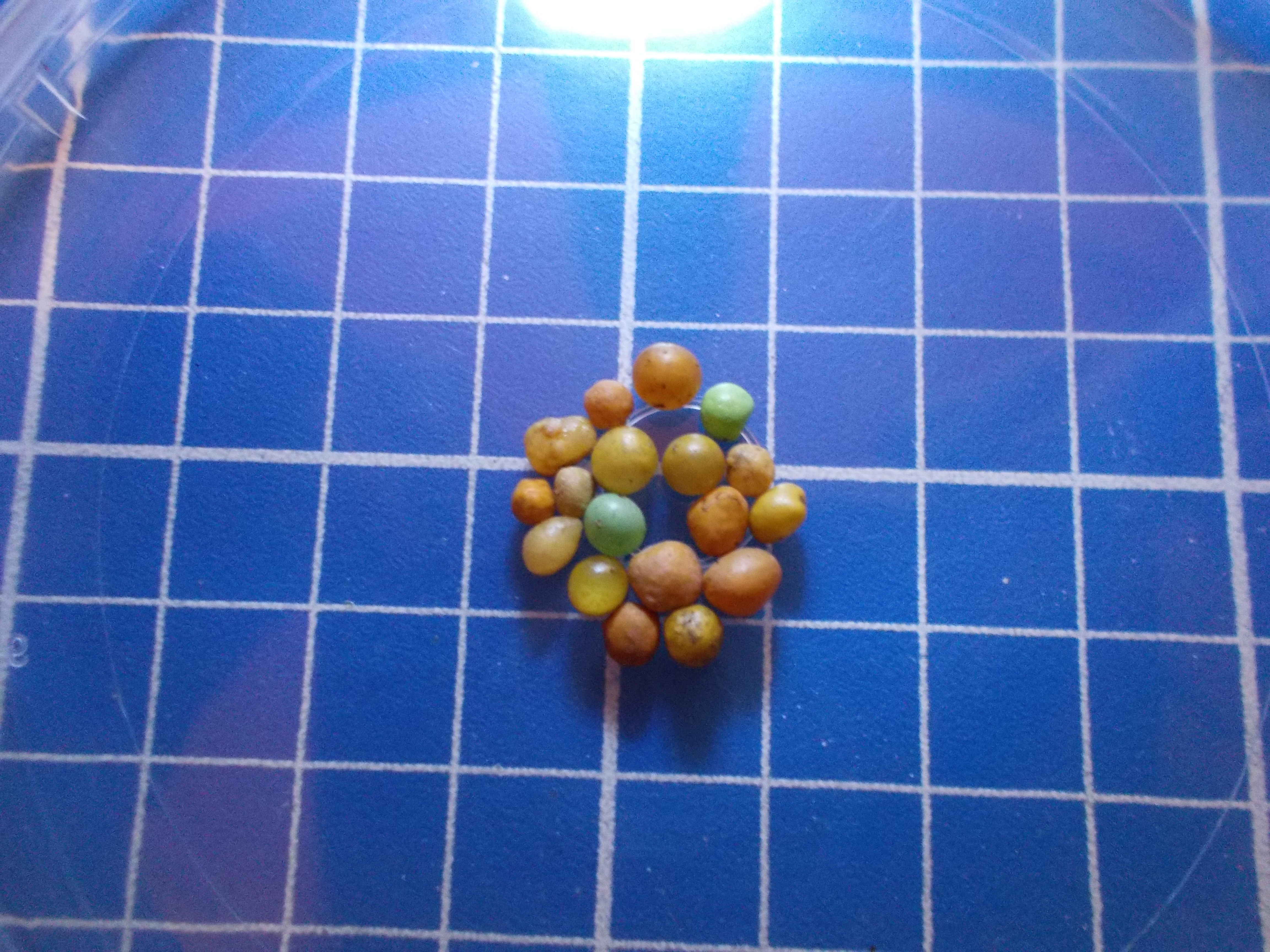
Cocons de vers du fumier

Comme de nombreux vers de terre, la reproduction du ver du fumier est sexuée et l'espèce est hermaphrodite protandre, c'est-à-dire que chaque individu est alternativement mâle puis femelle. Néanmoins, il ne peut se reproduire tout seul. Deux vers mâles s'accouplent au niveau de leur clitellum (la zone gonflée située au tiers antérieur du corps), en contact tête-bêche. Après l'échange réciproque de leurs spermatozoïdes, ils les conservent et se transforment en femelle. Leur clitellum produit alors un cocon auquel ils adjoignent entre un et quatre ovules qu'ils fécondent avec les spermatozoïdes de leur ancien partenaire. Ils font enfin glisser le cocon le long de leur corps jusqu'à ce qu'il s'en détache et se ferme.  

### Potentiel de reproduction
Étant donné son milieu de vie localisé principalement dans la litière du sol, le ver rouge est la proie de nombreux prédateurs, oiseaux et animaux. Sa capacité à se reproduire très rapidement avec une moyenne, lors de bonnes conditions, de 1,3 œuf par jour dès sa maturité atteinte, lui permet de compenser par le nombre de descendants l'importante prédation naturelle,.   
En conditions théoriques optimales, difficiles à atteindre dans la pratique, les vers libèrent entre 90 et 120 cocons par an, qui arrivent à maturité après 3 semaines. Dans chaque cocon il y a entre 1 et 4 larves ou vermisseaux, au départ translucides. Le ver rouge est donc très prolifère puisqu'il peut produire plusieurs centaines de larves par an (autour de 400 individus) et jusqu'à 4 générations, soit entre 500 et 1000 vers adultes par an. La taille adulte est atteinte entre 4 et 8 semaines,.   
Lors de périodes de sécheresse estivale, les cocons où se trouvent ses œufs restent en dormance dans la litière desséchée en attendant de nouvelles conditions propices à l'éclosion.   

### Contrôle de surpopulation en lombriculture
Son important potentiel reproducteur est couramment utilisé dans la pratique en lombriculture qui en conditions normales contrôlées permet une augmentation annuelle courante de 27,5 fois la population d'origine.  
En raison de sa multiplication très rapide dans de bonnes conditions, un lombricomposteur peut se remplir d'une faune très abondante de vers rouges. Il est alors possible de contrôler la surpopulation en donnant des prélèvements partiels de population soit à des proches et des connaissances, soit de devenir donneur anonyme et les proposer à un hôte anonyme par une mise en relation via une carte en ligne. Cela concerne les hôtes dotés de composteur, de lombricomposteur voire de poules. Il est aussi possible d'en relâcher une partie au jardin en période humide (printemps ou automne). 
Il est aussi recommandé de changer les vers tous les 2 ou 3 ans, à défaut d'ajouter une nouvelle population afin de combattre l'épuisement du patrimoine génétique par le brassage des populations adultes[source insuffisante].

### Régénération et fausse croyance
Contrairement à ce que pensent certains jardiniers dans une croyance populaire, couper un ver de terre en deux ne donne pas deux individus, mais un seul. Cette croyance se base probablement sur les Annélidés aquatiques ou certaines espèces de plathelminthe (Caenoplana variegata et Bipalium) qui ont cette aptitude pour leur mode de reproduction par scissiparité dont le corps se coupe en plusieurs morceaux et chacun donne un nouvel animal. Le corps d'un ver de terre se met au repos et se régénère à la suite d'un traumatisme ; cette régénération se nomme paradiapause et permet de régénérer la partie lésée, la tête ou la queue.

## Utilisation

### Usages techniques généraux
Le ver de fumier est considéré comme l’espèce la plus efficace pour la réalisation de lombricompost, qui se rapproche plus d'un lisier que d'un véritable compost. Il est particulièrement utilisé en lombricompostage domestique d’intérieur et en lombriculture de vers comme protéine animale et appât de pêche, lombricompostage de fèces associé aux toilettes sèches à séparation pour l'homme et lombricompostage de déjections canines. 

### Usage biologique spécifique
Eisenia fetida, comme Eisenia andrei, sert d'aide à la mesure de la qualité des sols pour la détermination de la toxicité aiguë (ISO 11268-1:2012) et les effets sur leur reproduction (ISO/AWI 11268-2). Ils permettent d’analyser la pollution biologique des sols par leur absorption cutanée et ingestion de contaminants du sol et de produits chimiques.

### Intérêts écologique et économique
Son usage technique est de basse-technologie car il ne nécessite pas de mécanisation de retournement, moins de surveillance et bénéficie d'une flexibilité sur l'apport de matière carbonée pour l'équilibre C/N des matières organiques à valoriser. De plus, la population de vers engendre une descendance nombreuse pour l'entretien du système et l’extension de zones de lombricompostage sans coût économique et écologique supplémentaires . 